# Dermestes frischi
Dermestes frischi är en skalbaggsart som beskrevs av Johann Gottlieb Kugelann 1792. Dermestes frischi ingår i släktet Dermestes och familjen ängrar. Inga underarter finns listade i Catalogue of Life.